# Katō Sadakichi
Katō Sadakichi est un nom japonais traditionnel ; le nom de famille (ou le nom d'école), Katō, précède donc le prénom (ou le nom d'artiste).
Le baron Katō Sadakichi (加藤 定吉), né le 19 décembre 1861 et décédé le 5 septembre 1927 est un amiral de la Marine impériale japonaise. Son frère, Katō Yasuhisa, est général dans l'Armée impériale japonaise, et son fils adoptif est le fils biologique de l'amiral Dewa Shigetō.

## Biographie
Katō est né à Edo (ancien nom de Tokyo). Il est le troisième fils de Katō Yasukichi, un hatamoto au service du shogunat Tokugawa. Il étudie à l'académie militaire de Numazu, et en octobre 1883, sort diplômé de la 10e promotion de l'académie navale impériale du Japon. L'un de ses camarades de classe est Yamashita Gentarō. Il sert comme officier torpilleur sur le Jingei, le Takachiho (en) et le Hiei (en). Avec l'ouverture du district naval de Sasebo, il est nommé secrétaire de l'amiral Akamatsu Noriyoshi.
De juillet 1891 à mars 1893, Katō sert comme officier en chef de l'armement sur le croiseur Takao (en). Il est ensuite envoyé en Allemagne pour accompagner le prince Fushimi Hiroyasu. Il reste avec lui pendant toute la durée de la première guerre sino-japonaise. De retour au Japon, il sert comme officier de l'armement sur le croiseur Itsukushima (en) et dans l'État-major de la flotte d'entraînement.
En août 1897, Katō est nommé secrétaire du ministre de la Marine Saigō Tsugumichi, qui est promu peu après maréchal de la flotte. Katō est quant à lui promu commandant.
Katō retourne servir en mer de décembre 1898 à avril 1901 comme commandant en second sur les croiseurs Akitsushima et Kasagi (en). Il retourne ensuite en Allemagne pour superviser l'achèvement de la construction du croiseur Yakumo, et est commandant en second durant son voyage jusqu'au Japon. En avril 1901, il devient membre de l'État-major de la Marine impériale japonaise où il apprécie les confidences de l'amiral Itō Sukeyuki. Katō rencontre des chefs d'entreprises et des hommes politiques, examine les conceptions de nouveaux navires de guerre, et est consulté au sujet des développements politiques et de la stratégie navale. En octobre 1902, il est promu capitaine est retourne en mer en avril 1903 en tant que capitaine du Akitsushima.
Au début de la guerre russo-japonaise, Katō est capitaine du croiseur Hashidate (en), un vaisseau obsolète qui est considéré comme ne pouvant pas combattre au front. Cependant, en janvier 1905, il est transféré à la tête du croiseur Kasuga et participe à la décisive bataille de Tsushima.
Après la guerre, Katō sert pendant dix mois au département du personnel naval avant de retourner en mer comme capitaine du croiseur Izumo, puis des cuirassés Kashima (en) et Iwami. En mai 1908, il devient chef d'État-major du district naval de Maizuru. Il est ensuite promu contre-amiral et passe les trois années suivantes comme commandant du district de Maizuru.
En mai 1911, Katō devient commandant de la flotte d'entraînement et en avril 1912, il devient commandant de l'arsenal naval de Sasebo. En décembre 1912, il est promu vice-amiral et commandant de l'arsenal naval de Yokosuka.
En décembre 1913, Katō retourne en mer comme commandant-en-chef de la 2e Flotte. Au début de la Première Guerre mondiale, sa flotte est déployée lors du siège de Tsingtao où Katō commande quatre cuirassés, deux croiseurs, quinze destroyers, ainsi que des sous-marins, des torpilleurs, et d'autres navires auxiliaires.
En juillet 1916, Katō reçoit le titre de baron (danshaku) selon le système de noblesse kazoku. Il est également décoré de l'ordre du Milan d'or (2e classe) et de l'ordre du Soleil levant. En décembre 1916, il est nommé commandant du district naval de Kure et en juillet 1918, il est promu amiral. En décembre 1919, il est nommé conseiller naval et entre dans la réserve en janvier 1923.
En tant que conseiller naval, Katō a de l'influence en politique et est un fervent partisan de la clique des « gros canons et des gros cuirassés » au sein de la marine. En raison de son expérience à Tsingtao, il considère l'aviation navale comme d'une importance mineure. Il est particulièrement opposé au traité naval de Washington et est de ce fait un membre important de la faction de la flotte au sein de la Marine impériale japonaise.
Katō s'effondre lors d'une rencontre avec le prince Fushimi en septembre 1927 et meurt peu après.